# Bilce, Mîkolaiiv
Bilce (în ucraineană Більче) este localitatea de reședință a comunei Bilce din raionul Mîkolaiiv, regiunea Liov, Ucraina.

## Demografie
Componența lingvistică a localității Bilce
     Ucraineană (99,35%)
     Alte limbi (0,65%)
Conform recensământului din 2001, majoritatea populației localității Bilce era vorbitoare de ucraineană (99,35%), existând în minoritate și vorbitori de alte limbi.